# Tayyip Talha Sanuç
Tayyip Talha Sanuç (* 17. Dezember 1999 in Karabük) ist ein türkischer Fußballspieler.

## Karriere

### Verein
Sanuç begann mit dem Vereinsfußball in der Nachwuchsabteilung von Kardemir Karabükspor. Hier erhielt er zur Saison 2016/17 einen Profivertrag und gehörte fortan neben seinen Einsätzen in den Nachwuchs- und Reservemannschaften auch dem Profikader an. Sein Profidebüt gab er in der Pokalbegegnung vom 20. September 2016 gegen Ofspor.
Im Sommer 2018 wechselte er zum Zweitligisten Adana Demirspor. Von dort wechselte er zur Saison 2022/23 zu Besiktas Istanbul.

### Nationalmannschaft
Sanuç startete seine Nationalmannschaftskarriere 2016 mit einem Einsatz für die türkische U-18-Nationalmannschaft. Am 19. November 2022 bestritt er im Freundschaftsspiel gegen Tschechien sein erstes A-Länderspiel für die Türkei.